# Potyczka pod Highbridge
Potyczka pod Highbridge – pierwsze starcie w czasie rebelii roku 1745.
Karol Edward Stuart po przybyciu do Szkocji spotkał się z przywódcami klanów w celu skoncentrowania przyszłej armii. Ponieważ siły szkockie zaczęły szybko rosnąć, zaniepokojony tym dowódca Fort Augustus wysłał w celu wzmocnienie sąsiedniego Fortu Williama dwie kompanie piechoty Królewskiego Regimentu Szkotów pod dowództwem kapitana Scotta – w sumie ok. 85 ludzi.
Posiłki te bez przeszkód dotarły nad rzekę Spean, gdzie na High Bridge czekały na nich skromne siły Jakobitów pod dowództwem majora Donalda McDonalda (13 ludzi).
Po bezowocnych negocjacjach (delegacja sił rządowych została wzięta do niewoli), Scott rozpoczął odwrót. Jakobici jednak otworzyli ogień nie mogąc dopuścić do odwrotu Brytyjczyków. Wywiązała się krótka strzelanina, w wyniku której siły Scotta zaczęły wycofywać się w kierunku zamku  Invergarry, gdzie miano nadzieję skutecznie się bronić. Z zamku jednak również poprowadzono atak i wojsko Scotta rozpoczęło szybki, lecz zorganizowany odwrót (żołnierze wycofywali się tworząc kwadrat).
Niebawem jednak zostali otoczeni przez członków klanów MacDonald z Keppoch i MacDonnell z Glengarry. Kapitan Scott mając dwóch zabitych i kilku rannych (sam również został postrzelony) przystał na propozycję kapitulacji, w zamian za kwatery dla swoich ludzi.